# 605

## Nașteri
- dată necunoscută: Kubrat  (d. 665)

## Decese
- dată necunoscută: Augustin de Canterbury  (n. 534)